# Nati il 16 gennaio
| Questa pagina contiene informazioni ricavate automaticamente dalle voci biografiche con l'ausilio del template Bio e di un bot. L'aggiornamento è periodico e automatico e ricostruisce completamente la pagina. Se manca una persona in questa lista, sei pregato di non aggiungerla, ma accertati piuttosto che la sua voce biografica contenga il template Bio e che i dati anagrafici siano correttamente compilati. Se il template Bio manca, inseriscilo tu stesso o, in alternativa, metti l'avviso {{tmp\|Bio}} che ne segnala la mancanza. Se i dati riportati sono sbagliati, correggi direttamente la voce biografica; le modifiche saranno visibili in questa lista entro pochi giorni. Per chiarimenti vedi il progetto biografie. La lista contiene solo le 1.200 persone che sono citate nell'enciclopedia e per le quali è stato implementato correttamente il template Bio. Pagina aggiornata al 17 ago 2025. |

## XIII secolo(1)
- 1245 - Edmondo Plantageneto, I conte di Lancaster, conte inglese († 1296)

## XIV secolo(1)
- 1362 - Robert de Vere, duca d'Irlanda, nobile inglese († 1392)

## XV secolo(4)
- 1409 - Renato d'Angiò, sovrano francese († 1480)
- 1477 - Johannes Schöner, matematico e astrologo tedesco († 1547)
- 1478 - Contessina de' Medici, nobildonna italiana († 1515)
- 1500 - Antonio Musa Brasavola, medico e botanico italiano († 1555)

## XVI secolo(9)
- 1516 - Bayinnaung, sovrano, generale e condottiero birmano († 1581)
- 1519 - Francesco II Gonzaga-Novellara, nobile italiano († 1577)
- 1537 - Alberto VII di Schwarzburg-Rudolstadt, nobile tedesco († 1605)
- 1558 - Lavinia Feltria della Rovere, nobile italiana († 1632)
- 1562 - Juan Torres de Osorio, vescovo spagnolo († 1632)
- 1585 - Giovanni Antonio Galli, pittore italiano († 1652)
- 1590 - Marco Antonio Alaimo, medico italiano († 1662)
- 1594 - Maeda Toshitsune, militare giapponese († 1658)
- 1600 - Loreto Vittori, poeta, librettista e compositore italiano († 1670)

## XVII secolo(25)
- 1616 - Francesco di Borbone-Vendôme, generale francese († 1669)
- 1622 - Stephan Kessler, pittore austriaco († 1700)
- 1624 - Pierre Lambert de la Motte, missionario e vescovo cattolico francese († 1679)
- 1626 - Lucas Achtschellinck, pittore fiammingo († 1699)
- 1628 - Antonin Cloche, religioso francese († 1720)
- 1628 - Serafino Corio, vescovo cattolico italiano († 1671)
- 1630 - Guru Har Rai, mistico indiano († 1661)
- 1634 - Dorothe Engelbretsdatter, scrittrice norvegese († 1716)
- 1643 - Carlo Palma, vescovo cattolico italiano († 1718)
- 1649 - Annibale Ludovico Faussone, politico italiano († 1708)
- 1649 - Pompeo Sarnelli, vescovo cattolico e storico italiano († 1724)
- 1652 - Anthony Ashley-Cooper, II conte di Shaftesbury, politico inglese († 1699)
- 1655 - Bernard de Montfaucon, monaco cristiano, paleografo e archeologo francese († 1741)
- 1659 - Anna Adelaide di Fürstenberg-Heiligenberg, principessa tedesca († 1701)
- 1665 - Coriolano Montemagni, politico italiano († 1731)
- 1672 - Francesco Mancini, compositore e organista italiano († 1737)
- 1675 - Martin Naboth, anatomista tedesco († 1721)
- 1675 - Louis de Rouvroy de Saint-Simon, scrittore francese († 1755)
- 1679 - Bartolomeo Intieri, agronomo italiano († 1757)
- 1682 - Manuel de Benavides y Aragón, diplomatico e politico spagnolo († 1748)
- 1688 - Gaetano Dardanone, pittore italiano († 1760)
- 1689 - Edmond Jean François Barbier, giurista e scrittore francese († 1771)
- 1691 - Peter Scheemakers, scultore fiammingo († 1781)
- 1693 - Francesco Campora, pittore italiano († 1763)
- 1697 - Jules de Rohan, principe di Soubise, nobile francese († 1724)

## XVIII secolo(33)
- 1714 - François de Beauharnais, nobile e ufficiale francese († 1800)
- 1717 - Claude de Beauharnais, nobile e ammiraglio francese († 1784)
- 1720 - Gaetano Capece, arcivescovo cattolico italiano († 1794)
- 1723 - Wenzel Ferdinand von Lobkowicz, nobile ceco († 1739)
- 1728 - Niccolò Piccinni, compositore italiano († 1800)
- 1730 - Ambrogio Mirelli, arcivescovo cattolico italiano († 1795)
- 1732 - Antonio Vigni, fantino italiano
- 1734 - John A. Treutlen, politico statunitense († 1782)
- 1735 - Carlo Cristiano di Nassau-Weilburg, principe tedesco († 1788)
- 1736 - Gaetano Callani, pittore e scultore italiano († 1809)
- 1737 - Félix Lecomte, scultore francese († 1817)
- 1745 - Antonio José Cavanilles, botanico spagnolo († 1804)
- 1746 - Johann Helfrich von Müller, ingegnere tedesco († 1830)
- 1749 - Vittorio Alfieri, drammaturgo, poeta e scrittore italiano († 1803)
- 1752 - Nicolas-François Guillard, librettista francese († 1814)
- 1755 - Maria Theresia Ahlefeldt, scrittrice, pianista e compositrice tedesca († 1810)
- 1756 - Martin Michel Charles Gaudin, politico francese († 1841)
- 1760 - Pompilio Pozzetti, letterato italiano († 1815)
- 1767 - Anders Gustaf Ekeberg, chimico svedese († 1813)
- 1772 - Antonio Angelo Cavanis, presbitero e educatore italiano († 1858)
- 1778 - Teodoro Lechi, generale italiano († 1866)
- 1779 - Luisa d'Assia, principessa († 1811)
- 1782 - Gaetano Scovazzo, politico italiano († 1868)
- 1783 - Jean-Baptiste Bouvier, vescovo cattolico e teologo francese († 1854)
- 1784 - Joseph Warlencourt, pittore belga († 1845)
- 1791 - Henryk Dembiński, generale polacco († 1864)
- 1792 - Adam di Württemberg, nobile († 1847)
- 1792 - George Cholmondeley, II marchese di Cholmondeley, politico e nobile britannico († 1870)
- 1794 - Maximilian Joseph von Chelius, oculista e chirurgo tedesco († 1876)
- 1794 - Giovanni Battista Nicolini, avvocato, patriota e politico italiano († 1870)
- 1795 - Carl Christian Rafn, storico, traduttore e antiquario danese († 1864)
- 1795 - Ottavio Tasca, patriota e poeta italiano († 1872)
- 1796 - Robert Carrington, II barone Carrington, nobile e politico inglese († 1868)

## XIX secolo(159)
- 1801 - Ewelina Hańska, nobile e letterata polacca († 1882)
- 1802 - Friedrich Julius Stahl, giurista tedesco († 1861)
- 1803 - Mangkunegara III, sovrano indonesiano († 1853)
- 1804 - Giuditta Bellerio Sidoli, patriota italiana († 1871)
- 1807 - Josef Neruda, musicista, organista e compositore ceco († 1875)
- 1808 - Lord Charles Wellesley, politico, generale e nobile inglese († 1858)
- 1811 - Johann Dzierzon, entomologo e zoologo polacco († 1906)
- 1811 - Samuel Samoslav Vanko, pastore protestante e scrittore slovacco († 1854)
- 1814 - Pontus Brevern-de la Gardie, generale e nobile russo († 1890)
- 1814 - Josip Mihalović, cardinale e arcivescovo cattolico croato († 1891)
- 1815 - Léon Athanase Gosselin, chirurgo francese († 1887)
- 1815 - Henry Halleck, generale e avvocato statunitense († 1872)
- 1817 - Ignazio Masotti, cardinale italiano († 1888)
- 1817 - Giacomo Medici, generale e politico italiano († 1882)
- 1818 - Domenico Buffa, avvocato, giornalista e politico italiano († 1858)
- 1818 - Carl Vilhelm August Strandberg, scrittore svedese († 1877)
- 1819 - Ignazio Jacometti, scultore italiano († 1883)
- 1820 - David Bustill Bowser, pittore statunitense († 1900)
- 1820 - Johannes Rebmann, missionario e esploratore tedesco († 1876)
- 1820 - Pierre Louis Rouillard, scultore francese († 1881)
- 1821 - John C. Breckinridge, politico e generale statunitense († 1875)
- 1822 - Elizabeth Lucy Campbell, nobildonna inglese († 1898)
- 1822 - Enrico d'Orléans, nobile, politico e generale francese († 1897)
- 1824 - Girolamo Ardizzone, editore e giornalista italiano († 1893)
- 1825 - George Edward Pickett, generale statunitense († 1875)
- 1827 - Ercole Villa, scultore italiano († 1909)
- 1829 - Jean-Antoine Carrel, alpinista e militare italiano († 1890)
- 1829 - Boghos Bedros XI Emmanuelian, ottomano († 1904)
- 1829 - Sofia Fuoco, danzatrice italiana († 1916)
- 1829 - Michail Larionovič Michajlov, poeta, scrittore e traduttore russo († 1865)
- 1829 - Américo Ferreira dos Santos Silva, cardinale e vescovo cattolico portoghese († 1899)
- 1831 - Jovan Ristić, politico e diplomatico serbo († 1899)
- 1831 - Alessandro di Lippe, principe tedesco († 1905)
- 1832 - Ercole Belloli, imprenditore italiano († 1916)
- 1833 - Antonio Borri, patriota e agricoltore italiano († 1908)
- 1835 - Ergisto Bezzi, patriota italiano († 1920)
- 1836 - Francesco II delle Due Sicilie, re († 1894)
- 1838 - Franz Brentano, filosofo e psicologo tedesco († 1917)
- 1840 - Edmund Guerrier, statunitense († 1921)
- 1840 - Paolo Emilio Stasi, pittore e archeologo italiano († 1922)
- 1842 - Wilhelm Emil Fein, inventore e imprenditore tedesco († 1898)
- 1843 - Sebastiano Maturi, filosofo italiano († 1917)
- 1843 - Rafaela Ybarra de Vilallonga, religiosa spagnola († 1900)
- 1844 - Friedrich Heinrich Suso Denifle, storico e presbitero austriaco († 1905)
- 1844 - Ismail Qemali, politico albanese († 1919)
- 1847 - Charles Georges Ferville-Suan, scultore francese († 1925)
- 1847 - Svetozár Hurban Vajanský, scrittore, critico letterario e politico slovacco († 1916)
- 1847 - Kálmán Mikszáth, scrittore, giornalista e politico ungherese († 1910)
- 1848 - Petar Velimirović, politico serbo († 1911)
- 1849 - Eugène Carrière, pittore francese († 1906)
- 1849 - Henry Fielding Dickens, avvocato e magistrato britannico († 1933)
- 1852 - Stephan Burián, politico e diplomatico austriaco († 1922)
- 1853 - Ian Hamilton, generale britannico († 1947)
- 1853 - André Michelin, ingegnere e imprenditore francese († 1931)
- 1855 - Augusto Levi, poeta e scrittore italiano († 1915)
- 1855 - Eleanor Marx, attivista, traduttrice e sindacalista britannica († 1898)
- 1857 - Elena di Meclemburgo-Strelitz, nobildonna († 1936)
- 1857 - Nicolò Fulci, avvocato e politico italiano († 1908)
- 1859 - Jón Magnússon, politico islandese († 1926)
- 1861 - Federico De Roberto, scrittore italiano († 1927)
- 1861 - Kajetan Mérey, diplomatico austro-ungarico († 1931)
- 1861 - Cecil Thursby, ammiraglio inglese († 1936)
- 1862 - Bajram Curri, politico albanese († 1925)
- 1862 - Virginia Reiter, attrice teatrale italiana († 1937)
- 1863 - Wilfrid North, regista, attore e sceneggiatore britannico († 1935)
- 1863 - Lewis Thomas Wattson, presbitero statunitense († 1940)
- 1865 - Dilpesend Kadın, ottomana († 1901)
- 1866 - Alfredo Trombetti, linguista italiano († 1929)
- 1867 - Percy Pilcher, inventore britannico († 1899)
- 1867 - Salvatore Renda, avvocato e politico italiano († 1942)
- 1867 - Vikentij Vikent'evič Veresaev, scrittore russo († 1945)
- 1868 - Carlo Braida, ciclista su strada italiano († 1929)
- 1868 - Armin Otto Leuschner, astronomo statunitense († 1953)
- 1869 - Félix Le Dantec, biologo francese († 1917)
- 1869 - Alessandro Turco, politico italiano († 1956)
- 1870 - Jimmy Collins, giocatore di baseball e allenatore di baseball statunitense († 1943)
- 1870 - Jüri Jaakson, politico e manager estone († 1942)
- 1870 - Amelia Pincherle Rosselli, scrittrice e antifascista italiana († 1954)
- 1870 - Ottavio Zoppi, generale e politico italiano († 1962)
- 1872 - Ettore Burzi, pittore italiano († 1937)
- 1872 - Edward Gordon Craig, attore teatrale, scenografo e regista teatrale britannico († 1966)
- 1872 - Paolo Manna, presbitero italiano († 1952)
- 1873 - Boyd Alexander, esploratore, ornitologo e ufficiale inglese († 1910)
- 1873 - Jean-Joseph Renaud, schermidore, scrittore e drammaturgo francese († 1953)
- 1874 - Herman Gesellius, architetto finlandese († 1916)
- 1874 - Robert William Service, poeta e scrittore britannico († 1958)
- 1875 - Angela di San Giuseppe, religiosa spagnola († 1936)
- 1875 - Leonor Michaelis, biochimico e medico tedesco († 1949)
- 1876 - Claude Buckenham, crickettista e calciatore inglese († 1937)
- 1876 - Anna Foà, entomologa italiana († 1944)
- 1877 - Ezio Camussi, compositore italiano († 1956)
- 1877 - Thomas Hakon Grönwall, matematico svedese († 1932)
- 1877 - Marcel Sommelet, chimico francese († 1952)
- 1878 - Harry Carey, attore, regista e sceneggiatore statunitense († 1947)
- 1878 - John H. Flood Jr., scrittore statunitense († 1958)
- 1878 - Karl Isakson, pittore svedese († 1922)
- 1878 - Şehzade Mehmed Abdülkadir, principe ottomano († 1944)
- 1879 - Luigi Frusci, generale italiano († 1949)
- 1880 - Amy Bernardy, giornalista e storica italiana († 1959)
- 1880 - Timothy Joseph Crowley, vescovo cattolico irlandese († 1945)
- 1880 - Samuel Jones, altista, triplista e tiratore di fune statunitense († 1954)
- 1880 - Percy Noble, ammiraglio britannico († 1955)
- 1881 - Febo Mari, attore, sceneggiatore e regista italiano († 1939)
- 1881 - Ugo Monneret de Villard, ingegnere, archeologo e orientalista italiano († 1954)
- 1882 - Aristarch Vasil'evič Lentulov, pittore russo († 1943)
- 1883 - Jack Allan, calciatore inglese
- 1883 - Michele Gortani, geologo, paleontologo e politico italiano († 1966)
- 1883 - Otto Knerr, ginnasta e multiplista statunitense († 1960)
- 1883 - Rudolf Négely, pittore ungherese († 1941)
- 1884 - Maria Barba, religiosa e mistica italiana († 1949)
- 1884 - Hans Kraly, attore e sceneggiatore tedesco († 1950)
- 1884 - Jakub Karol Parnas, biochimico polacco († 1949)
- 1884 - Jules Supervielle, poeta e traduttore francese († 1960)
- 1884 - Frederick Yates, scacchista inglese († 1932)
- 1885 - William Marshall, direttore della fotografia statunitense († 1943)
- 1885 - Enrico Porro, lottatore italiano († 1967)
- 1885 - Sergej Ivanovič Rudenko, antropologo e archeologo sovietico († 1969)
- 1885 - Zhou Zuoren, scrittore cinese († 1967)
- 1886 - Martin Faust, attore statunitense († 1943)
- 1886 - Reinhold Platz, ingegnere aeronautico tedesco († 1969)
- 1887 - Johan Furstner, ammiraglio e politico olandese († 1970)
- 1887 - John R. Hamilton, attore statunitense († 1958)
- 1887 - Ralph Ince, regista e attore statunitense († 1937)
- 1887 - George Kelly, commediografo, sceneggiatore e regista teatrale statunitense († 1974)
- 1887 - Jessalyn Van Trump, attrice statunitense († 1939)
- 1888 - Elisabetta Ambiveri, imprenditrice e filantropa italiana († 1962)
- 1888 - Osip Maksimovič Brik, scrittore e critico letterario sovietico († 1945)
- 1888 - Daniel Norling, ginnasta e cavaliere svedese († 1958)
- 1888 - Daniele Schmiedt, pittore e grafico italiano († 1954)
- 1889 - Irène Bordoni, cantante e attrice francese († 1953)
- 1889 - Friedrich Peter Drömmer, pittore e designer tedesco († 1968)
- 1890 - Karl Freund, regista e direttore della fotografia tedesco († 1969)
- 1890 - Marcello Giorda, attore italiano († 1960)
- 1890 - Henry Reinholdt, calciatore norvegese († 1980)
- 1891 - Hubert Noel, ciclista su strada belga († 1966)
- 1892 - Homer Burton Adkins, chimico statunitense († 1949)
- 1892 - Carlo Capelli, calciatore italiano († 1957)
- 1893 - Alfred Engelsen, ginnasta e tuffatore norvegese († 1966)
- 1893 - Odoardo Spadaro, cantautore, attore e cabarettista italiano († 1965)
- 1894 - Antonio Bergamaschi, vescovo cattolico italiano († 1966)
- 1894 - Guy Chamberlin, allenatore di football americano e giocatore di football americano statunitense († 1967)
- 1894 - Irving Mills, produttore discografico statunitense († 1985)
- 1895 - Helene Lauterböck, attrice austriaca († 1990)
- 1895 - Rodolfo Lipizer, violinista, compositore e direttore d'orchestra italiano († 1974)
- 1895 - Euripidīs Mpakirtzīs, militare greco († 1947)
- 1895 - Nat Schachner, scrittore statunitense († 1955)
- 1896 - Prospero Gianferrari, ingegnere, politico e imprenditore italiano († 1953)
- 1897 - Valentin Petrovič Kataev, scrittore russo († 1986)
- 1897 - Carlos Pellicer, poeta e archeologo messicano († 1977)
- 1897 - Väinö Penttala, lottatore finlandese († 1976)
- 1898 - Irving Rapper, regista britannico († 1999)
- 1898 - Eugen Sigg, canottiere svizzero († 1994)
- 1900 - Pepe Arias, attore argentino († 1967)
- 1900 - Helge Gustafsson, ginnasta svedese († 1981)
- 1900 - Charles Joseph Lemaire, vescovo cattolico e missionario francese († 1995)
- 1900 - Hans Mehlhorn, bobbista tedesco († 1983)
- 1900 - Giovanni Monti, calciatore e aviatore italiano († 1931)
- 1900 - Sid Rogell, produttore cinematografico statunitense († 1973)
- 1900 - Nikita Aleksandrovič Romanov, principe russo († 1974)

## XX secolo(923)
- 1901 - Fulgencio Batista, generale e politico cubano († 1973)
- 1901 - Narve Bonna, saltatore con gli sci norvegese († 1976)
- 1901 - Frank Zamboni, imprenditore statunitense († 1988)
- 1901 - Giovanni Lorenzi, architetto e ingegnere italiano († 1962)
- 1901 - Laura Riding, scrittrice, poetessa e critica letteraria statunitense († 1991)
- 1901 - Artur Svensson, velocista svedese († 1984)
- 1902 - Marcello Boasso, compositore e pianista italiano († 1960)
- 1902 - Francesco Borello, calciatore italiano († 1979)
- 1902 - Gaetano Guarino, politico e farmacista italiano († 1946)
- 1902 - Róża Herman, scacchista polacca († 1995)
- 1902 - Eric Liddell, velocista, rugbista a 15 e missionario britannico († 1945)
- 1903 - Peter Brocco, attore statunitense († 1992)
- 1903 - Angelo Cadeddu, calciatore italiano
- 1903 - William Grover-Williams, pilota motociclistico, pilota automobilistico e agente segreto britannico († 1945)
- 1903 - David Shaltiel, generale e diplomatico israeliano († 1969)
- 1904 - Fricis Dambrēvics, calciatore lettone († 1962)
- 1904 - Dorothy Eady, scrittrice e egittologa inglese († 1981)
- 1904 - Alfio Giorgetti, calciatore italiano
- 1904 - Åke Anders Edvard Wallenquist, astronomo svedese († 1994)
- 1905 - Armand Apell, pugile francese († 1990)
- 1905 - Ernesto Halffter, compositore e direttore d'orchestra spagnolo († 1989)
- 1905 - Sei Itō, scrittore, critico letterario e traduttore giapponese († 1969)
- 1905 - Marcello Spada, attore italiano († 1995)
- 1906 - Cesare Cambi, calciatore e allenatore di calcio italiano
- 1906 - Vittorio Maria Costantini, vescovo cattolico italiano († 2003)
- 1906 - Floro Díaz, schermidore argentino
- 1906 - Giovanni Ghirotti, politico italiano († 1974)
- 1906 - Eugene Gire, fumettista, sceneggiatore e illustratore francese († 1979)
- 1906 - Erich Kähler, matematico tedesco († 2000)
- 1906 - Enzo Luigi Poletto, compositore e paroliere italiano († 1983)
- 1906 - Watcyn Thomas, rugbista a 15 gallese († 1977)
- 1906 - Diana Wynyard, attrice britannica († 1964)
- 1907 - Alexander Knox, attore canadese († 1995)
- 1907 - Anton Malej, ginnasta jugoslavo († 1930)
- 1907 - Paul Henry Nitze, politico statunitense († 2004)
- 1908 - Knut Andersen, calciatore norvegese († 1981)
- 1908 - Sammy Crooks, calciatore e allenatore di calcio inglese († 1981)
- 1908 - Orazio Fiume, compositore e musicista italiano († 1976)
- 1908 - Kate Mahaut, schermitrice danese († 1988)
- 1908 - Günther Prien, ufficiale tedesco († 1941)
- 1908 - Kuzman Sotirović, calciatore jugoslavo († 1990)
- 1908 - Ethel Merman, cantante e attrice statunitense († 1984)
- 1909 - Roberto Bachi, statistico italiano († 1995)
- 1909 - Bruna Bertolini, cestista, pesista e discobola italiana
- 1909 - Leif Børresen, calciatore norvegese († 1990)
- 1909 - Clement Greenberg, critico d'arte statunitense († 1994)
- 1909 - Ellen King, nuotatrice britannica († 1994)
- 1909 - Filiberto Luzzani, presbitero e botanico italiano († 1943)
- 1910 - Aurelius Battaglia, illustratore e animatore statunitense († 1984)
- 1910 - Adalberts Bubenko, marciatore lettone († 1983)
- 1910 - Egidio Cioppa, ammiraglio italiano († 1995)
- 1910 - Dizzy Dean, giocatore di baseball statunitense († 1974)
- 1910 - Ivan Mariz, calciatore brasiliano († 1982)
- 1910 - David McCampbell, militare e aviatore statunitense († 1996)
- 1910 - Enrico Pecci, imprenditore italiano († 1988)
- 1910 - Marcello Polesel, allenatore di calcio e calciatore italiano († 1986)
- 1910 - Sandra Ravel, soubrette e attrice italiana († 1954)
- 1910 - Walter Schellenberg, generale e agente segreto tedesco († 1952)
- 1910 - Millie Terriss, attrice statunitense
- 1910 - Mario Tobino, psichiatra, scrittore e poeta italiano († 1991)
- 1911 - Bruno Cassetti, calciatore italiano († 2004)
- 1911 - Eduardo Frei Montalva, avvocato e politico cileno († 1982)
- 1911 - Roger Lapébie, ciclista su strada e pistard francese († 1996)
- 1911 - Floyd B. Parks, aviatore statunitense († 1942)
- 1912 - Nigel Dennis, scrittore britannico († 1989)
- 1912 - Willy Kaiser, pugile tedesco († 1986)
- 1912 - Niño Ramírez, lunghista, ostacolista e cestista filippino
- 1912 - Croce Zimbone, scrittore italiano († 1998)
- 1913 - Edoardo Detti, architetto e urbanista italiano († 1984)
- 1913 - Joseph Huts, ciclista su strada belga († 1995)
- 1913 - Vido Musso, sassofonista e clarinettista italiano († 1982)
- 1914 - Roger Aubert, presbitero, storico e teologo belga († 2009)
- 1914 - Arturo Basile, direttore d'orchestra italiano († 1968)
- 1914 - Armando Fiorini, calciatore italiano († 1994)
- 1914 - Raffaele Franco, politico italiano († 1990)
- 1914 - Meir Jacob Kister, arabista e islamista israeliano († 2010)
- 1914 - Buddy Moss, musicista, cantante e cantautore statunitense († 1984)
- 1914 - Roger Wagner, direttore di coro, docente e direttore artistico statunitense († 1992)
- 1915 - Xavier Bueno, pittore spagnolo († 1979)
- 1915 - Buddy Lester, attore statunitense († 2002)
- 1915 - Leslie H. Martinson, regista e giornalista statunitense († 2016)
- 1915 - Bruno Ventura, calciatore italiano
- 1916 - Raúl Emeal, calciatore argentino († 1999)
- 1916 - Gyula Prassler, calciatore rumeno († 1942)
- 1916 - Ferdinando Prat, partigiano, politico e educatore italiano († 1986)
- 1916 - Duilio Rallo, calciatore e allenatore di calcio italiano († 1977)
- 1917 - Luigi Agustoni, presbitero e musicologo svizzero († 2004)
- 1917 - Justin Ahomadegbé-Tomêtin, politico beninese († 2002)
- 1917 - Giorgio Colli, filosofo, storico della filosofia e traduttore italiano († 1979)
- 1917 - Ibrahim Shams, sollevatore egiziano († 2001)
- 1917 - Giulio Stolfi, giurista e poeta italiano († 2005)
- 1917 - Piero Tellini, sceneggiatore e regista italiano († 1985)
- 1918 - Renato Ferrarese, calciatore italiano († 1981)
- 1918 - Inga Fischer-Hjalmars, fisica, chimica e umanista svedese († 2008)
- 1918 - Marcelo González Martín, cardinale e arcivescovo cattolico spagnolo († 2004)
- 1918 - Stirling Silliphant, sceneggiatore e produttore cinematografico statunitense († 1996)
- 1919 - Jozef Bielek, calciatore slovacco († 1997)
- 1919 - Andrea Cascella, scultore, pittore e ceramista italiano († 1990)
- 1919 - Mel Thurston, cestista statunitense († 1997)
- 1920 - Walley Barnes, calciatore e allenatore di calcio gallese († 1975)
- 1920 - Alberto Crespo, pilota automobilistico argentino († 1991)
- 1920 - Liliana Fantoni, fumettista italiana († 2016)
- 1920 - Stefano II Ghattas, cardinale e patriarca cattolico egiziano († 2009)
- 1920 - Josep Gonzalvo, allenatore di calcio e calciatore spagnolo († 1978)
- 1920 - Carmine Iacovazzo, calciatore italiano († 1998)
- 1920 - Tatjana Karumnaitė, cestista lituana († 2002)
- 1920 - Elliott Reid, attore e sceneggiatore statunitense († 2013)
- 1921 - José Arribas, allenatore di calcio e calciatore spagnolo († 1989)
- 1921 - Jolena Baldini, scrittrice italiana († 2009)
- 1921 - Cromie McCandless, pilota motociclistico britannico († 1992)
- 1921 - Giuseppe Moro, calciatore e allenatore di calcio italiano († 1974)
- 1921 - Giovanni Nannini, attore italiano († 2011)
- 1921 - Bob Perina, giocatore di football americano statunitense († 1991)
- 1921 - Marcel Rewenig, calciatore lussemburghese († 2004)
- 1921 - Francesco Scavullo, fotografo statunitense († 2004)
- 1921 - George Thomson, giornalista e politico britannico († 2008)
- 1922 - Giuseppe Amasio, politico italiano († 2000)
- 1922 - Ernesto Bonino, cantante italiano († 2008)
- 1922 - Marcello Ciorciolini, sceneggiatore, regista e autore televisivo italiano († 2011)
- 1922 - Ferenc Deák, calciatore ungherese († 1998)
- 1922 - Marina Doge, attrice e soubrette italiana († 1965)
- 1922 - Fred Olivi, militare statunitense († 2004)
- 1922 - Herbert Wipiti, militare e aviatore neozelandese († 1943)
- 1923 - Menotti Avanzolini, calciatore italiano († 2007)
- 1923 - E. G. D. Cohen, fisico olandese († 2017)
- 1923 - Antonio Günther di Oldenburg, politico tedesco († 2014)
- 1923 - Anthony Hecht, poeta statunitense († 2004)
- 1923 - Antonio Manca Serra, baritono italiano († 1956)
- 1923 - József Mészáros, allenatore di calcio e calciatore ungherese († 1997)
- 1923 - Antonio Riboldi, vescovo cattolico italiano († 2017)
- 1923 - Martin Stokken, fondista e mezzofondista norvegese († 1984)
- 1924 - Gennaro Barboni, politico e partigiano italiano († 2024)
- 1924 - Vladlen Davydov, attore sovietico († 2012)
- 1924 - Vermondo Di Federico, militare e partigiano italiano († 1944)
- 1924 - Eugenio Gaggiotti, faccendiere italiano († 1991)
- 1924 - Francisco Hernández, calciatore messicano († 2011)
- 1924 - Katy Jurado, attrice messicana († 2002)
- 1924 - Henri-Jean Martin, storico francese († 2007)
- 1924 - Maria Teresa Regard, partigiana, scrittrice e giornalista italiana († 2000)
- 1924 - Aleksandar Tišma, scrittore serbo († 2003)
- 1924 - Achille Togliani, cantante e attore italiano († 1995)
- 1924 - Alvaro Valentini, scrittore, poeta e traduttore italiano († 1996)
- 1924 - Ester Wajcblum, partigiana polacca († 1945)
- 1925 - Don Alden Adams, predicatore statunitense († 2019)
- 1925 - Dany Dauberson, cantante e attrice francese († 1979)
- 1925 - Silvia Giamporcaro, ex cestista italiana
- 1925 - Giovanni Gioia, politico italiano († 1981)
- 1925 - Peter Hirsch, fisico britannico
- 1925 - Erhard Minder, pentatleta svizzero († 2002)
- 1925 - Ornello Pederzoli, partigiano italiano († 1945)
- 1925 - Harold Switzer, attore statunitense († 1967)
- 1925 - Danilo Tesini, pilota automobilistico italiano († 2008)
- 1926 - Mario Fantoni, fumettista italiano († 2012)
- 1926 - Ben Feleo, regista, sceneggiatore e produttore cinematografico filippino († 2011)
- 1926 - Jorge Goulart, cantante brasiliano († 2012)
- 1926 - Arnau Puig i Grau, critico d'arte e sociologo spagnolo († 2020)
- 1926 - Don White, rugbista a 15, imprenditore e allenatore di rugby a 15 britannico († 2007)
- 1927 - Karl-Erik Andersson, calciatore svedese († 2005)
- 1927 - Maybelle Blair, ex giocatrice di baseball statunitense
- 1927 - Fausto Fonzi, archivista e storico italiano († 2016)
- 1927 - Kamini Kaushal, attrice indiana
- 1927 - Angelo Massimino, imprenditore e dirigente sportivo italiano († 1996)
- 1928 - Pilar Lorengar, soprano spagnolo († 1996)
- 1928 - William Kennedy, scrittore, giornalista e storico statunitense
- 1928 - Raffaello Rubino, politico e medico italiano († 2021)
- 1928 - Ezra Sims, compositore statunitense († 2015)
- 1928 - Menchu Álvarez del Valle, giornalista spagnola († 2021)
- 1929 - Bruno Belin, calciatore jugoslavo († 1962)
- 1929 - Shigeru Kôyama, attore giapponese († 2017)
- 1930 - Luki Botha, pilota automobilistico sudafricano († 2006)
- 1930 - Nicole Ladmiral, attrice francese († 1958)
- 1930 - Nino Milazzo, giornalista italiano († 2021)
- 1930 - Norman Podhoretz, giornalista statunitense
- 1931 - Shuhrat Abbosov, attore e regista uzbeko († 2018)
- 1931 - Paolo Cabras, politico italiano († 2020)
- 1931 - Flora Nwapa, scrittrice nigeriana († 1993)
- 1931 - Francesco Parrino, politico italiano († 1985)
- 1931 - Johannes Rau, politico tedesco († 2006)
- 1932 - Victor Ciocâltea, scacchista rumeno († 1983)
- 1932 - Giuliano Dego, scrittore, poeta e traduttore italiano († 2020)
- 1932 - Raymond Fellay, sciatore alpino svizzero († 1994)
- 1932 - Toni Fertonani, pittore italiano († 2006)
- 1932 - Dian Fossey, zoologa statunitense († 1985)
- 1932 - Toshiya Fujita, regista giapponese († 1997)
- 1932 - Lorette Gallant, musicista e religiosa canadese
- 1932 - Virginio Zucchi, ex cestista italiano
- 1933 - Gianfranco Bettetini, regista, semiologo e critico televisivo italiano († 2017)
- 1933 - Enrico De Lorenzo, bobbista italiano († 2021)
- 1933 - Mark Forest, attore e culturista statunitense († 2022)
- 1933 - Adriano Manzino, ex calciatore italiano
- 1933 - Silvio Smersy, calciatore italiano († 2001)
- 1933 - Susan Sontag, scrittrice, filosofa e storica statunitense († 2004)
- 1934 - Mauro Benvenuti, calciatore italiano († 2021)
- 1934 - József Gyuricza, schermidore ungherese († 2020)
- 1934 - Marilyn Horne, contralto e mezzosoprano statunitense
- 1934 - Vasilij Semënovič Lanovoj, attore sovietico († 2021)
- 1934 - Angelo Mundula, poeta italiano († 2015)
- 1934 - Rita Renoir, showgirl, attrice e coreografa francese († 2016)
- 1935 - Inger Christensen, poetessa, scrittrice e saggista danese († 2009)
- 1935 - A.J. Foyt, ex pilota automobilistico statunitense
- 1935 - Udo Lattek, calciatore, allenatore di calcio e dirigente sportivo tedesco († 2015)
- 1935 - Mauro Lessi, allenatore di calcio e calciatore italiano († 2017)
- 1936 - Elia Greco, ex calciatore e allenatore di calcio italiano
- 1936 - Álvaro Rodríguez Ros, calciatore e allenatore di calcio spagnolo († 2018)
- 1936 - Heinz Jürgen Wolf, linguista tedesco († 2016)
- 1937 - Luiz Bueno, pilota automobilistico brasiliano († 2011)
- 1937 - Francis Eugene George, cardinale e arcivescovo cattolico statunitense († 2015)
- 1937 - Marcello Norberth, fotografo italiano († 2024)
- 1937 - Innocente Meroi, calciatore italiano († 2006)
- 1937 - Conny Vandenbos, cantante olandese († 2002)
- 1938 - Lou Angotti, allenatore di hockey su ghiaccio e hockeista su ghiaccio canadese († 2021)
- 1938 - Giorgio Carta, politico italiano († 2020)
- 1938 - Angela, cantante, paroliera e attrice italiana
- 1938 - Robert Lipsyte, scrittore e giornalista statunitense
- 1938 - Lauro César Muniz, sceneggiatore, autore televisivo e drammaturgo brasiliano
- 1938 - Michael Pataki, attore statunitense († 2010)
- 1938 - Marcello Perracchio, attore italiano († 2017)
- 1938 - Jô Soares, conduttore televisivo, scrittore e umorista brasiliano († 2022)
- 1938 - Mestre Suassuna, artista marziale brasiliano
- 1938 - Carlo Maria di Borbone-Due Sicilie, principe († 2015)
- 1939 - Gabriel Abossolo, calciatore camerunese († 2014)
- 1939 - Ralph Gibson, fotografo statunitense
- 1939 - Lothar Metz, lottatore tedesco († 2021)
- 1939 - Volker Spengler, attore tedesco († 2020)
- 1939 - Giorgio Tinazzi, giornalista, critico cinematografico e storico del cinema italiano
- 1939 - Jean Van Hamme, fumettista e scrittore belga
- 1940 - Dagoberto Borges, ex schermidore cubano
- 1940 - Pier Carpi, fumettista, scrittore e regista italiano († 2000)
- 1940 - Homa Darabi, pediatra e psichiatra iraniana († 1994)
- 1940 - Vitalij Michajlovič Kol'cov, regista sovietico († 2006)
- 1940 - Hans Leutenegger, bobbista svizzero
- 1940 - Sergio Moravia, filosofo e antropologo italiano († 2020)
- 1940 - Franz Müntefering, politico tedesco
- 1940 - Jean-Marie Pallardy, attore, regista e sceneggiatore francese († 2024)
- 1940 - Maria Pozsonec, pedagoga e politica slovena († 2017)
- 1940 - Zsuzsa Szabó, ex mezzofondista ungherese
- 1940 - Alberto Villalta, calciatore salvadoregno († 2017)
- 1941 - Bruce Beale, pilota motociclistico rhodesiano († 2002)
- 1941 - Ewa Demarczyk, cantante polacca († 2020)
- 1941 - Mike Everitt, allenatore di calcio e ex calciatore inglese
- 1941 - Kjell Hvidsand, calciatore norvegese († 2014)
- 1941 - Gerard Koel, ex pistard olandese
- 1941 - Daniel Leo, mafioso statunitense
- 1941 - Aldo Romano, batterista e cantante italiano
- 1941 - Andras Sárközy, matematico ungherese
- 1941 - Christine Truman, ex tennista britannica
- 1941 - Carlo Maria Viganò, vescovo italiano
- 1942 - René Angélil, cantante, imprenditore e produttore discografico canadese († 2016)
- 1942 - Richard Bohringer, attore, drammaturgo e sceneggiatore francese
- 1942 - Nicole Fontaine, politica francese († 2018)
- 1942 - Tony Hall, politico e ambasciatore statunitense
- 1943 - Gavin Bryars, compositore e contrabbassista inglese
- 1943 - Frederick Coffin, attore statunitense († 2003)
- 1943 - Giacomo Dalla Longa, politico italiano
- 1943 - Brian Ferneyhough, compositore inglese
- 1943 - Antonio Fonnesu, politico italiano
- 1943 - Domenico Fontana, ex calciatore italiano
- 1943 - Ronnie Milsap, cantante e pianista statunitense
- 1943 - John Perry, filosofo statunitense
- 1944 - Thomas Fritsch, attore, doppiatore e cantante tedesco († 2021)
- 1944 - Gunnar Kvaran, violoncellista islandese
- 1944 - Carl Men Ky Ching, dirigente sportivo cinese
- 1944 - Dieter Moebius, musicista svizzero († 2015)
- 1944 - Pieter Nassen, ex ciclista su strada belga
- 1944 - Juan Rodríguez, calciatore cileno († 2021)
- 1944 - Manuel Rodríguez Vega, allenatore di calcio e ex calciatore cileno
- 1944 - Jill Tarter, astronoma statunitense
- 1944 - Marilù Tolo, attrice italiana
- 1945 - Joscelyn Godwin, compositore, musicologo e traduttore inglese
- 1945 - Ervin Inniger, ex cestista e allenatore di pallacanestro statunitense
- 1945 - Lally Stott, cantante, compositore e paroliere britannico († 1977)
- 1945 - Wim Suurbier, calciatore e allenatore di calcio olandese († 2020)
- 1945 - Franco Zagari, architetto italiano († 2023)
- 1946 - Silvana Bacci, attrice italiana
- 1946 - Kabir Bedi, attore indiano
- 1946 - Jean-Pierre Bouyxou, scrittore e critico cinematografico francese
- 1946 - Michael Coats, ex astronauta e ingegnere statunitense
- 1946 - Liberato Esposito, arbitro di calcio italiano († 2025)
- 1946 - Salvatore Ganci, fisico italiano
- 1946 - Heike Hustede-Nagel, ex nuotatrice tedesca occidentale
- 1946 - Graham Masterton, scrittore scozzese
- 1946 - Mario Moretti, terrorista italiano
- 1946 - Peter Watts, tecnico del suono britannico († 1976)
- 1947 - Juliet Berto, attrice e regista francese († 1990)
- 1947 - Ovidio Bompressi, attivista italiano
- 1947 - Michel Chion, critico cinematografico, compositore e regista francese
- 1947 - Thomas Christopher Collins, cardinale e arcivescovo cattolico canadese
- 1947 - Quique Costas, allenatore di calcio e ex calciatore spagnolo
- 1947 - William Craig, nuotatore statunitense († 2017)
- 1947 - Claude Guyot, ex ciclista su strada francese
- 1947 - Apasra Hongsakula, modella thailandese
- 1947 - Magdalen Nabb, scrittrice inglese († 2007)
- 1947 - Jamie Reid, artista, grafico e anarchico britannico († 2023)
- 1947 - Rick Rhoades, allenatore di football americano statunitense
- 1947 - Piero Tiberi, attore, doppiatore e direttore del doppiaggio italiano († 2013)
- 1948 - Gordon Burn, scrittore britannico († 2009)
- 1948 - Agata Alma Cappiello, politica italiana († 2006)
- 1948 - Francesco Caraccio, artista, pittore e scultore italiano
- 1948 - John Carpenter, regista, sceneggiatore e compositore statunitense
- 1948 - Giorgio Demetrio Gallaro, arcivescovo cattolico italiano
- 1948 - Gianni Giuliano, doppiatore, direttore del doppiaggio e attore italiano
- 1948 - Gregor Gysi, avvocato e politico tedesco
- 1948 - Ladislav Józsa, calciatore cecoslovacco († 1999)
- 1948 - Jérôme Laperrousaz, regista francese
- 1948 - Antonio Leone, politico italiano
- 1948 - Enrico Martino, fotografo e giornalista italiano
- 1948 - Anna Margherita Miotto, politica italiana
- 1948 - Marco Molendini, giornalista, critico musicale e conduttore radiofonico italiano
- 1948 - Gregorio Pérez, allenatore di calcio e ex calciatore uruguaiano
- 1948 - Eva Picardi, filosofa italiana († 2017)
- 1948 - Karin Rutz, ex schermitrice tedesca
- 1948 - Anatolij Jakovlevič Solov'ëv, cosmonauta sovietico
- 1948 - Cliff Thorburn, giocatore di snooker canadese
- 1949 - Barbara Balzerani, terrorista e scrittrice italiana († 2024)
- 1949 - Willer Bordon, politico italiano († 2015)
- 1949 - Oliver Humperdink, wrestler statunitense († 2011)
- 1949 - Alfred Kälin, ex fondista svizzero
- 1949 - Caroline Munro, attrice e ex modella britannica
- 1949 - Alfonso Pérez, ex pugile colombiano
- 1949 - Snežana Zorić, ex cestista jugoslava
- 1950 - Debbie Allen, attrice, ballerina e coreografa statunitense
- 1950 - Arne Andreassen, allenatore di calcio e ex calciatore norvegese
- 1950 - Marco Coira, militare italiano († 2024)
- 1950 - Paulo Roberto de Freitas, pallavolista, allenatore di pallavolo e dirigente sportivo brasiliano († 2018)
- 1950 - Bob Kulick, chitarrista e produttore discografico statunitense († 2020)
- 1950 - Andrea Riccardi, storico, politico e attivista italiano
- 1950 - Robert Schimmel, comico e cabarettista statunitense († 2010)
- 1950 - Damo Suzuki, cantante e chitarrista giapponese († 2024)
- 1951 - Massimo Barbieri, criminale italiano († 1982)
- 1951 - Diane Black, politica statunitense
- 1951 - George Dunlop, ex calciatore nordirlandese
- 1951 - Antoni Norman, religioso polacco
- 1951 - William Raffaeli, medico italiano
- 1952 - Tamara Blažina, politica italiana
- 1952 - Roberto Ferraris, ex tiratore a segno italiano
- 1952 - Fuʾād II d'Egitto, re egiziano
- 1952 - Piercarlo Ghinzani, ex pilota automobilistico italiano
- 1952 - Blaine Hammond, ex astronauta statunitense
- 1952 - Julie Anne Peters, scrittrice statunitense († 2023)
- 1952 - Ljudmila Semenjaka, ex ballerina russa
- 1952 - Giovanni Vavassori, ex calciatore e allenatore di calcio italiano
- 1952 - Vincenzo Maria Vita, politico, giornalista e saggista italiano
- 1953 - Harald Bjørkøy, tenore e docente norvegese
- 1953 - Dave Brown, giocatore di football americano statunitense († 2006)
- 1953 - Dante Carzaniga, allenatore di pallacanestro italiano († 2025)
- 1953 - Bob Clearmountain, ingegnere statunitense
- 1953 - Bill Dow, attore e regista teatrale canadese
- 1953 - Mike Henderson, cantautore e polistrumentista statunitense († 2023)
- 1953 - Reinhard Jirgl, scrittore tedesco
- 1953 - Scott Klug, politico e giornalista statunitense
- 1953 - Arnold Senoner, ex sciatore alpino italiano
- 1954 - Guy Carlton, sollevatore statunitense († 2001)
- 1954 - Morten Meldal, chimico danese
- 1954 - Mii Parima, politico cookese († 2008)
- 1954 - Sergej Olegovič Prokof'ev, filosofo russo († 2014)
- 1954 - Ney Santanna, attore, regista e produttore cinematografico brasiliano
- 1954 - Wolfgang Schmidt, ex discobolo e pesista tedesco
- 1954 - Vasilij Župikov, calciatore e allenatore di calcio sovietico († 2015)
- 1955 - Leonardo Acori, allenatore di calcio e ex calciatore italiano
- 1955 - Jan Bártů, ex pentatleta cecoslovacco
- 1955 - Danny Bowers, ex calciatore inglese
- 1955 - Jim Caldwell, ex giocatore di football americano e allenatore di football americano statunitense
- 1955 - Chéri Cherin, pittore della Repubblica Democratica del Congo
- 1955 - Antonino D'Angelo, poliziotto italiano († 1980)
- 1955 - Rashied Doekhi, politico surinamese
- 1955 - António Frasco, allenatore di calcio e ex calciatore portoghese
- 1955 - Jolanta Januchta, ex mezzofondista polacca
- 1955 - Klaus-Dieter Kurrat, ex velocista tedesco orientale
- 1955 - Jerry Linenger, ex astronauta e medico statunitense
- 1955 - Enrico Nicolini, allenatore di calcio, dirigente sportivo e ex calciatore italiano
- 1955 - Stephen Pagliuca, imprenditore e dirigente sportivo statunitense
- 1955 - Steve Wooddin, ex calciatore neozelandese
- 1956 - Gianclaudio Bressa, politico italiano
- 1956 - Antonio Commisso, mafioso italiano
- 1956 - Jennifer Dale, attrice canadese
- 1956 - Serge Demierre, ex ciclista su strada, pistard e dirigente sportivo svizzero
- 1956 - Saâdeddine El Othmani, politico marocchino
- 1956 - Gerald Henderson, ex cestista statunitense
- 1956 - Martin Jol, ex calciatore e allenatore di calcio olandese
- 1956 - Rosa Monsalve, ex cestista spagnola
- 1956 - Guido Ruffa, attore italiano
- 1956 - Cüneyt Tanman, ex calciatore turco
- 1956 - Anders Hove, attore groenlandese
- 1957 - Jurijs Andrejevs, ex calciatore e allenatore di calcio lettone
- 1957 - Ian Atkins, allenatore di calcio e ex calciatore inglese
- 1957 - Joey Camen, attore e doppiatore statunitense
- 1957 - Ricardo Darín, attore argentino
- 1957 - Stojan Kuret, direttore d'orchestra e direttore di coro sloveno
- 1957 - Bedri Omuri, ex calciatore albanese
- 1957 - Stanley Tshosane, calciatore e allenatore di calcio botswano († 2025)
- 1957 - Carlos Urizar, ex calciatore boliviano
- 1958 - Anatolij Bukreev, alpinista russo († 1997)
- 1958 - Guidina Dal Sasso, ex fondista e politica italiana
- 1958 - Lena Ek, avvocato e politica svedese
- 1958 - Will Lewis, ex giocatore di football americano, allenatore di football americano e dirigente sportivo statunitense
- 1958 - Sandra Pierazzuoli, ex calciatrice italiana
- 1958 - Tony Pulis, ex calciatore e allenatore di calcio gallese
- 1958 - Sa-Fire, cantante statunitense
- 1958 - Andris Šķēle, politico lettone
- 1959 - Daniela Airoldi, attrice, cabarettista e cantante italiana
- 1959 - Ramón Calderé, allenatore di calcio e ex calciatore spagnolo
- 1959 - Carl Capotorto, attore e scrittore statunitense
- 1959 - Valeria Ciavatta, politica sammarinese
- 1959 - Maria Grazia Fontana, cantante, personaggio televisivo e pianista italiana
- 1959 - Jean-Marie Grezet, ex ciclista su strada svizzero
- 1959 - Amama Mbabazi, politico ugandese
- 1959 - Sade Adu, cantante, compositrice e produttrice discografica britannica
- 1959 - Jill Sobule, cantautrice statunitense († 2025)
- 1960 - Ludo De Keulenaer, ex ciclista su strada belga
- 1960 - Richard Elliot, sassofonista scozzese
- 1960 - Olinka Hardiman, ex attrice pornografica e ex modella francese
- 1960 - Enrico Maniero, ex calciatore italiano
- 1960 - Luca Paolini, politico italiano
- 1960 - Luis de Guindos, politico e economista spagnolo
- 1961 - Jorge Albornoz, ex calciatore argentino
- 1961 - Pizza, disc jockey e conduttore radiofonico italiano
- 1961 - Dirk De Wolf, ex ciclista su strada e dirigente sportivo belga
- 1961 - Ronnie Lee Gardner, criminale statunitense († 2010)
- 1961 - Cherif Guettai, ex calciatore e ex giocatore di calcio a 5 algerino
- 1961 - Lorenzo Marronaro, procuratore sportivo e ex calciatore italiano
- 1961 - Garry Nelson, ex calciatore inglese
- 1961 - José Manuel Ochotorena, allenatore di calcio e ex calciatore spagnolo
- 1961 - Dolores Prestifilippo, ex calciatrice e allenatrice di calcio italiana
- 1961 - Paul Raven, bassista britannico († 2007)
- 1961 - Hari Varešanović, cantante bosniaco
- 1961 - Arben Vila, ex calciatore albanese
- 1961 - Sergej Vostrikov, allenatore di hockey su ghiaccio e ex hockeista su ghiaccio sovietico
- 1962 - Troy Balderson, politico statunitense
- 1962 - Sean Beavan, musicista e produttore discografico statunitense
- 1962 - Antonio D'Inzillo, mafioso italiano († 2008)
- 1962 - Rob Glaser, imprenditore statunitense
- 1962 - Ron Moore, ex cestista statunitense
- 1962 - Kane Roberts, chitarrista statunitense
- 1962 - Kevin Ross, ex giocatore di football americano e allenatore di football americano statunitense
- 1962 - Vithanakande Samarasinghe, ex maratoneta cingalese
- 1962 - Günter Theißen, genetista tedesco
- 1962 - John van Rijswijck, ex calciatore lussemburghese
- 1963 - Ugo Bronzini, ex calciatore italiano
- 1963 - Roberto Falchi, fantino italiano
- 1963 - Dodë Gjergji, vescovo cattolico kosovaro
- 1963 - Simon Johnson, economista britannico
- 1963 - James May, conduttore televisivo, giornalista e pilota automobilistico britannico
- 1963 - Domenico Stinellis, giornalista italiano
- 1964 - Stefano Carobbi, allenatore di calcio e ex calciatore italiano
- 1964 - Els Dottermans, attrice belga
- 1964 - Steve Penney, ex calciatore nordirlandese
- 1964 - Massimo Pigliucci, filosofo, blogger e divulgatore scientifico italiano
- 1964 - Nikolaj Razgonov, ex velocista sovietico
- 1964 - Katherine Willis, biologa, ecologa e politica britannica
- 1965 - John Carver, allenatore di calcio e ex calciatore inglese
- 1965 - Dario Colagè, fantino italiano
- 1965 - Cedric Hunter, ex cestista statunitense
- 1965 - Rufus Norris, regista e direttore artistico britannico
- 1965 - Aniello Vittoria, militare italiano († 1986)
- 1966 - Sonia Bergamasco, attrice e regista italiana
- 1966 - Enrique Báez, ex calciatore uruguaiano
- 1966 - Gianmario Consonni, ex calciatore italiano
- 1966 - Elisabeth Kellner, ex sciatrice alpina austriaca
- 1966 - Jeff Olson, ex sciatore alpino statunitense
- 1966 - Carlos Sousa, pilota di rally portoghese
- 1966 - Dana Spiotta, scrittrice statunitense
- 1966 - Anthony Washington, ex discobolo statunitense
- 1967 - Lucia Ceci, storica italiana
- 1967 - Fat Mike, cantante e bassista statunitense
- 1967 - Grzegorz Gajdus, ex maratoneta polacco
- 1967 - Vjačeslav Lycho, ex pesista russo
- 1967 - Alberto Puig, pilota motociclistico spagnolo
- 1967 - Ivo Ron, ex calciatore ecuadoriano
- 1968 - Venedykt Aleksijčuk, vescovo cattolico ucraino
- 1968 - Danni Ashe, ex attrice pornografica statunitense
- 1968 - Anders Bagge, compositore, paroliere e produttore discografico svedese
- 1968 - Andrea Bruciati, storico dell'arte italiano
- 1968 - David Chokachi, attore statunitense
- 1968 - Silvio Dellagiovanna, ex calciatore italiano
- 1968 - Silvino Fusati, cestista italiano († 2020)
- 1968 - Bobby Rolofson, attore statunitense († 1984)
- 1968 - Pavel Janáček, storico della letteratura e critico letterario ceco
- 1968 - Fabijan Komljenović, allenatore di calcio e ex calciatore croato
- 1968 - Atticus Ross, musicista, compositore e produttore discografico britannico
- 1968 - Rebecca Stead, scrittrice statunitense
- 1968 - Richard Wallace, ex rugbista a 15 e aviatore irlandese
- 1969 - Alexander Acosta, politico statunitense
- 1969 - Neil Back, ex rugbista a 15 e allenatore di rugby a 15 britannico
- 1969 - Marinus Bester, allenatore di calcio e ex calciatore tedesco
- 1969 - Cho Kwi-jae, allenatore di calcio e ex calciatore sudcoreano
- 1969 - Dead, cantautore svedese († 1991)
- 1969 - Roy Jones Jr., pugile, rapper e commentatore televisivo statunitense
- 1969 - Kornelija Ninova, politica bulgara
- 1969 - Alessandra Pesce, politica italiana
- 1969 - Zeddy Saileti, allenatore di calcio e ex calciatore zambiano
- 1969 - Muhammad Shamsid-Deen, ex giocatore di football americano statunitense
- 1969 - Tehem, fumettista e illustratore francese
- 1969 - Rich Ward, chitarrista statunitense
- 1970 - Rick Bognar, wrestler canadese († 2019)
- 1970 - Andrea Dallamora, ex cestista italiano
- 1970 - Lorenzo Di Silvestro, dirigente sportivo e ex ciclista su strada italiano
- 1970 - Garth Ennis, fumettista britannico
- 1970 - Geoff Grant, ex tennista statunitense
- 1970 - Don MacLean, ex cestista statunitense
- 1970 - Filippo Roma, personaggio televisivo italiano
- 1970 - Alessio Tagliento, autore televisivo, scrittore e regista teatrale italiano
- 1970 - Liv Marit Wedvik, cantante norvegese († 2015)
- 1971 - Sergi Bruguera, allenatore di tennis e ex tennista spagnolo
- 1971 - Jon Davison, cantante e polistrumentista statunitense
- 1971 - Josh Evans, produttore cinematografico, regista e attore statunitense
- 1971 - Ulrich van Gobbel, allenatore di calcio e ex calciatore olandese
- 1971 - Michel Kreek, dirigente sportivo, allenatore di calcio e ex calciatore olandese
- 1971 - Akira Nakayama, chitarrista, musicista e arrangiatore giapponese
- 1971 - Armando Ribeiro, ex calciatore spagnolo
- 1971 - Luis Silveira, ex cestista uruguaiano
- 1971 - Sergejs Tarasovs, ex calciatore e ex giocatore di calcio a 5 lettone
- 1972 - Andrea D'Angelo, scrittore italiano
- 1972 - Jurij Drozdov, allenatore di calcio e ex calciatore russo
- 1972 - Ezra Hendrickson, allenatore di calcio e ex calciatore sanvincentino
- 1972 - Salah Hissou, ex mezzofondista marocchino
- 1972 - Joe Horn, giocatore di football americano statunitense
- 1972 - Richard T. Jones, attore statunitense
- 1972 - Radivoje Manić, ex calciatore serbo
- 1972 - Marcello Mescoli, ex pallavolista e allenatore di pallavolo italiano
- 1972 - Dženana Neimarlija, cestista bosniaca († 2001)
- 1972 - Alen Peternac, ex calciatore croato
- 1972 - Ida Rendano, cantante, attrice teatrale e showgirl italiana
- 1972 - Ėduard Rjabov, ex biatleta russo
- 1972 - Jesús Enrique Velasco, ex calciatore spagnolo
- 1973 - Antonella Beccaria, giornalista, scrittrice e autrice televisiva italiana
- 1973 - Josie Davis, attrice statunitense
- 1973 - Antoine Gillespie, ex cestista dominicano
- 1973 - Duarte Gomes, ex arbitro di calcio portoghese
- 1973 - Tobias Hellman, ex sciatore alpino e sciatore freestyle svedese
- 1973 - Dan Hurley, allenatore di pallacanestro statunitense
- 1973 - Somluck Kamsing, pugile thailandese
- 1973 - Bas Kast, scrittore tedesco
- 1973 - Marcel Mahouvé, ex calciatore camerunese
- 1973 - Pablo Malinarich, ex calciatore argentino
- 1973 - Emílio Peixe, allenatore di calcio e ex calciatore portoghese
- 1973 - Eriko Tamura, attrice e cantante giapponese
- 1974 - Frédéric Dindeleux, ex calciatore francese
- 1974 - Brent Hinds, chitarrista statunitense
- 1974 - Mattias Jonson, ex calciatore svedese
- 1974 - Gaëtan Llorach, ex sciatore alpino francese
- 1974 - Kate Moss, supermodella e stilista britannica
- 1974 - Jürgen Ospelt, ex calciatore liechtensteinese
- 1974 - Thomas Pool, ex sciatore alpino svizzero
- 1974 - Dagmar Tučková, ex cestista ceca
- 1974 - Kati Winkler, ex danzatrice su ghiaccio tedesca
- 1975 - Nataliya Anisenkova, ex pallamanista ucraina
- 1975 - Elena Antoci, ex mezzofondista rumena
- 1975 - Haruna Doda, ex calciatore nigeriano
- 1975 - Julie Ann Emery, attrice statunitense
- 1975 - Marc Jackson, ex cestista statunitense
- 1975 - Candy Okutsu, ex wrestler giapponese
- 1975 - Greg e Colin Strause, regista statunitense
- 1975 - Nozomi Yamago, ex calciatrice giapponese
- 1976 - Shaun Benson, attore canadese
- 1976 - Daria D'Antonio, attrice italiana
- 1976 - Daria D'Antonio, direttrice della fotografia italiana
- 1976 - Debbie Ferguson-McKenzie, velocista bahamense
- 1976 - Eva Habermann, attrice tedesca
- 1976 - Mikael Hedlund, bassista e compositore svedese
- 1976 - Randell Jackson, ex cestista statunitense
- 1976 - Damir Matulović, allenatore di calcio e ex calciatore croato
- 1976 - Gavin McGowan, ex calciatore inglese
- 1976 - Martina Moravcová, ex nuotatrice slovacca
- 1976 - Domenico Morfeo, ex calciatore italiano
- 1976 - Lenka Ptáčníková, scacchista islandese
- 1976 - Miloš Šporar, ex cestista e allenatore di pallacanestro sloveno
- 1977 - Athirson, allenatore di calcio e ex calciatore brasiliano
- 1977 - Jeff Foster, ex cestista statunitense
- 1977 - Sergio Lobera, allenatore di calcio e dirigente sportivo spagnolo
- 1977 - Dominic Perna, ex hockeista su ghiaccio canadese
- 1977 - Tomáš Polách, ex calciatore ceco
- 1977 - Ariel Zeevi, judoka israeliano
- 1978 - Koldo Gil, ex ciclista su strada spagnolo
- 1978 - Nadia Peruch, ex cestista francese
- 1978 - Salvatore Sorrenti, ex hockeista su ghiaccio italiano
- 1978 - R. Jay Soward, ex giocatore di football americano statunitense
- 1979 - Marco Bazzoni, comico, attore teatrale e conduttore radiofonico italiano
- 1979 - David Ekholm, ex biatleta svedese
- 1979 - Annika Eklund, cantante finlandese
- 1979 - Aaliyah, cantante, ballerina e attrice statunitense († 2001)
- 1979 - Espen Isaksen, dirigente sportivo e ex calciatore norvegese
- 1979 - Climax Lawrence, ex calciatore indiano
- 1979 - Michelle Maslowski, ex cestista statunitense
- 1979 - Brenden Morrow, hockeista su ghiaccio canadese
- 1979 - André Signoretti, ex hockeista su ghiaccio canadese
- 1979 - Giacomo Sintini, ex pallavolista italiano
- 1979 - Almir Tanjič, ex calciatore sloveno
- 1979 - James Thomas, ex calciatore gallese
- 1979 - Pascale Vignaux, schermitrice francese
- 1980 - Mohamed Aboul Ela, ex calciatore egiziano
- 1980 - Lars Bak, dirigente sportivo e ex ciclista su strada danese
- 1980 - Felicia Di Bari, ex cestista italiana
- 1980 - Enjoli Izidor, ex cestista nigeriana
- 1980 - Seydou Keita, ex calciatore maliano
- 1980 - Mike King, ex cestista canadese
- 1980 - Michael Lipman, ex rugbista a 15 britannico
- 1980 - Alex Mastromarino, attore teatrale, cantante e ballerino italiano
- 1980 - Lin-Manuel Miranda, attore, compositore e regista statunitense
- 1980 - Amira Mohamed Ali, politica tedesca
- 1980 - Albert Pujols, giocatore di baseball dominicano
- 1980 - Yuki Tsuchihashi, ex calciatrice giapponese
- 1980 - Michelle Wild, attrice e ex attrice pornografica ungherese
- 1981 - Beatrice Caggiula, doppiatrice e attrice teatrale italiana
- 1981 - David García de la Cruz, ex calciatore spagnolo
- 1981 - Roberto Morentin, ex cestista spagnolo
- 1981 - Paul Mulders, ex calciatore olandese
- 1981 - Vlad Munteanu, dirigente sportivo e ex calciatore rumeno
- 1981 - Marta Roure, cantante andorrana
- 1981 - Nick Valensi, chitarrista statunitense
- 1981 - Bobby Zamora, ex calciatore inglese
- 1981 - Lorena Zuleta, pallavolista colombiana
- 1982 - Rita Bertoni, ex calciatrice italiana
- 1982 - Maurizio Ciaramitaro, dirigente sportivo, allenatore di calcio e ex calciatore italiano
- 1982 - Jonathan Fabbro, ex calciatore argentino
- 1982 - Unaloto Feao, ex calciatore tongano
- 1982 - Oscar Forman, ex cestista australiano
- 1982 - Martin Høyem, calciatore norvegese
- 1982 - Max Joseph, produttore cinematografico, regista e conduttore televisivo statunitense
- 1982 - Giuseppe La Rosa, militare italiano († 2013)
- 1982 - Justin Reed, cestista statunitense († 2017)
- 1982 - Tuncay Şanlı, allenatore di calcio e ex calciatore turco
- 1982 - Sung Yu-chi, taekwondoka taiwanese
- 1982 - Birgitte Hjort Sørensen, attrice danese
- 1983 - Hanna Archipenka, pentatleta bielorussa
- 1983 - Tommy Eide Møster, calciatore norvegese
- 1983 - Rafał Grzyb, allenatore di calcio e ex calciatore polacco
- 1983 - Marwan Kenzari, attore olandese
- 1983 - Zdeněk Křížek, allenatore di calcio e ex calciatore ceco
- 1983 - Marta Marrero, ex tennista spagnola
- 1983 - Ezzat Jadoua, calciatore qatariota
- 1983 - Vincenzo Miri, giurista e avvocato italiano
- 1983 - Pedro Jorge Ramos Moreira, ex calciatore portoghese
- 1983 - Fredrik Norberg, calciatore svedese
- 1983 - Paulo Robspierry Carreiro, ex calciatore brasiliano
- 1983 - Dube Phiri, calciatore zambiano
- 1983 - Emanuel Pogatetz, allenatore di calcio e ex calciatore austriaco
- 1983 - Ashraf Rabie, ex cestista egiziano
- 1983 - Derek Riordan, ex calciatore scozzese
- 1983 - Andrij Rusol, ex calciatore ucraino
- 1983 - Daisuke Sakata, ex calciatore giapponese
- 1983 - Tiffany Stansbury, ex cestista statunitense
- 1983 - Jan Štokr, ex pallavolista ceco
- 1984 - Pablo Batalla, allenatore di calcio e ex calciatore argentino
- 1984 - Craig Beattie, ex calciatore scozzese
- 1984 - Pierre Boya, ex calciatore camerunese
- 1984 - Jonas Carpignano, regista e sceneggiatore italiano
- 1984 - Stephon Heyer, giocatore di football americano statunitense
- 1984 - Line Jahr, ex saltatrice con gli sci norvegese
- 1984 - Burim Kukeli, allenatore di calcio e ex calciatore kosovaro
- 1984 - Andrés Lamas, ex calciatore uruguaiano
- 1984 - Diego León Ayarza, ex calciatore spagnolo
- 1984 - Stephan Lichtsteiner, ex calciatore svizzero
- 1984 - Sergio Pardilla, ex ciclista su strada spagnolo
- 1984 - Miroslav Radović, ex calciatore serbo
- 1984 - Alice Santini, ex pallavolista italiana
- 1984 - Yūki Yamazaki, marciatore giapponese
- 1985 - Rachid Arma, calciatore marocchino
- 1985 - Julio Barroso, ex calciatore argentino
- 1985 - Joe Flacco, giocatore di football americano statunitense
- 1985 - Andrea Gentile, scrittore e editore italiano
- 1985 - Daniel Gordon, ex calciatore giamaicano
- 1985 - Marcelo Guzmán, ex calciatore argentino
- 1985 - Craig Jones, pilota motociclistico britannico († 2008)
- 1985 - Davit Kacharava, rugbista a 15 georgiano
- 1985 - Ismael Kombich, mezzofondista keniota
- 1985 - Nikolas Ledgerwood, allenatore di calcio e ex calciatore canadese
- 1985 - Lee Min-ki, attore, modello e cantante sudcoreano
- 1985 - Florence Lepron, ex cestista francese
- 1985 - Lim Hyun-gyu, artista marziale misto sudcoreano
- 1985 - Sidharth Malhotra, attore e modello indiano
- 1985 - Cristian Negri, ex calciatore sammarinese
- 1985 - Patrick Phelan, ex calciatore statunitense
- 1985 - Jonathan Richter, ex calciatore danese
- 1985 - Simon Richter, calciatore danese
- 1985 - Renée Felice Smith, attrice statunitense
- 1985 - Pablo Zabaleta, allenatore di calcio e ex calciatore argentino
- 1986 - Aisha, cantante lettone
- 1986 - Andrius Arlauskas, ex calciatore lituano
- 1986 - Alex Asamoah, calciatore ghanese
- 1986 - Dmytro Bojko, schermidore ucraino
- 1986 - Souarata Cissé, cestista francese
- 1986 - Marta Domachowska, ex tennista polacca
- 1986 - Marlon Antonio Fernández, calciatore venezuelano
- 1986 - Ana Gallay, giocatrice di beach volley argentina
- 1986 - Mason Gamble, attore statunitense
- 1986 - Davide Giazzon, ex rugbista a 15 e allenatore di rugby a 15 italiano
- 1986 - Jernej Godec, nuotatore sloveno
- 1986 - Marcel Hug, atleta paralimpico svizzero
- 1986 - Albert Brynjar Ingason, calciatore islandese
- 1986 - Dejan Krsmanović, biatleta e fondista serbo
- 1986 - Ryutaro Matsumoto, lottatore giapponese
- 1986 - Brandon McDonald, ex calciatore statunitense
- 1986 - Daiki Niwa, calciatore giapponese
- 1986 - Petteri Nokelainen, hockeista su ghiaccio finlandese
- 1986 - Lalaïna Nomenjanahary, ex calciatore malgascio
- 1986 - Paula Pareto, ex judoka argentina
- 1986 - Pasqualino Penza, politico italiano
- 1986 - Rou Reynolds, cantautore, polistrumentista e disc jockey britannico
- 1986 - Ariel Rojas, ex calciatore argentino
- 1986 - António Luís dos Santos Serrado, calciatore angolano
- 1986 - Nadine Shah, cantautrice britannica
- 1986 - Milan Škoda, calciatore ceco
- 1986 - Geoffrey Tréand, allenatore di calcio e ex calciatore francese
- 1986 - Mark Trumbo, giocatore di baseball statunitense
- 1986 - Ihor Tymčenko, ex calciatore ucraino
- 1986 - Simeon Williamson, velocista britannico
- 1986 - Reto Ziegler, calciatore svizzero
- 1987 - Adílson Warken, ex calciatore brasiliano
- 1987 - Franco Caraccio, calciatore argentino
- 1987 - Keon Daniel, ex calciatore trinidadiano
- 1987 - Chamseddine Dhaouadi, calciatore tunisino
- 1987 - Jake Epstein, attore canadese
- 1987 - Bart van Hintum, calciatore olandese
- 1987 - Duwayne Kerr, ex calciatore giamaicano
- 1987 - Morten Madsen, hockeista su ghiaccio danese
- 1987 - Lauren McAvoy, modella inglese
- 1987 - Floortje Meijners, pallavolista olandese
- 1987 - Hans Norbye, calciatore norvegese
- 1987 - Park Joo-ho, ex calciatore sudcoreano
- 1987 - Robert Serra, politico venezuelano († 2014)
- 1987 - Anthony Tapia, ex calciatore colombiano
- 1987 - Greivis Vásquez, ex cestista e allenatore di pallacanestro venezuelano
- 1987 - Manuela Vellés, attrice spagnola
- 1987 - Piotr Żyła, saltatore con gli sci polacco
- 1988 - FKA twigs, cantautrice, musicista e ballerina britannica
- 1988 - Nicklas Bendtner, ex calciatore danese
- 1988 - Romina Ciappina, ex cestista belga
- 1988 - Abdoulaye Diakhaté, calciatore senegalese
- 1988 - Melanie Fronckowiak, cantante e attrice brasiliana
- 1988 - Iñaki Gómez, ex marciatore canadese
- 1988 - Amber Harris, ex cestista statunitense
- 1988 - Vinícius Hess, calciatore brasiliano
- 1988 - Vicente Iborra, ex calciatore spagnolo
- 1988 - Li Xiaoxia, tennistavolista cinese
- 1988 - Casey Mitchell, ex cestista statunitense
- 1988 - Mike Morgan, ex giocatore di football americano statunitense
- 1988 - Edoardo Munzone, schermidore italiano
- 1988 - Vincent Nogueira, allenatore di calcio e ex calciatore francese
- 1988 - Francisco Piña, calciatore cileno
- 1988 - Justin Rogers, ex giocatore di football americano statunitense
- 1988 - Michail Sivakoŭ, calciatore bielorusso
- 1988 - Jorge Torres Nilo, ex calciatore messicano
- 1988 - Mathias Unkuri, ex calciatore svedese
- 1988 - Selin Yeninci, attrice turca
- 1989 - Semih Aydilek, ex calciatore tedesco
- 1989 - Matej Bagarić, calciatore croato
- 1989 - Chakir Boujattaoui, mezzofondista, siepista e maratoneta marocchino
- 1989 - Adam Brown, nuotatore britannico
- 1989 - Charlie Buckingham, velista statunitense
- 1989 - Rafael Carioca, calciatore brasiliano
- 1989 - Diana Da Rugna, ex hockeista su ghiaccio italiana
- 1989 - Kiesza, cantautrice e ballerina canadese
- 1989 - Sergio Kerusch, ex cestista statunitense
- 1989 - Paul Lasne, ex calciatore francese
- 1989 - Chris Maguire, calciatore scozzese
- 1989 - Casey Matthews, giocatore di football americano statunitense
- 1989 - Romário Pires, calciatore brasiliano
- 1989 - Agnieszka Skobel, cestista polacca
- 1989 - Jeroen Tesselaar, ex calciatore olandese
- 1989 - Yvonne Zima, attrice statunitense
- 1990 - Jhoan Arenas, ex calciatore colombiano
- 1990 - Jason Clark, cestista statunitense
- 1990 - Mario Delaš, cestista croato
- 1990 - Joseph Fauria, ex giocatore di football americano statunitense
- 1990 - Germán Gutiérrez, calciatore colombiano
- 1990 - Dennis Kelly, giocatore di football americano statunitense
- 1990 - Jordan Penitusi, calciatore samoano americano
- 1990 - Cornel Râpă, calciatore rumeno
- 1990 - Mark Scerri, calciatore maltese
- 1990 - David Wotherspoon, calciatore scozzese
- 1990 - Ol'ha Zemljak, velocista ucraina
- 1991 - Joel Acosta, ex calciatore argentino
- 1991 - Donovant Arriola, lunghista filippino
- 1991 - Alexander Bak, cestista danese
- 1991 - Tony Criswell, cestista e ex giocatore di football americano statunitense
- 1991 - Nuriddin Davronov, calciatore tagiko
- 1991 - Matt Duchene, hockeista su ghiaccio canadese
- 1991 - Kelly Faris, ex cestista statunitense
- 1991 - Georgij Gogičaev, ex calciatore russo
- 1991 - Saskia Hippe, pallavolista tedesca
- 1991 - Nemanja Miletić, calciatore serbo
- 1991 - Mitsunari Musaka, ex calciatore giapponese
- 1991 - Declan Rudd, ex calciatore inglese
- 1991 - Weldinho, ex calciatore brasiliano
- 1992 - Evrard Atcho, cestista svizzero
- 1992 - Pablo Corral, calciatore cileno
- 1992 - Francesca Deidda, nuotatrice artistica italiana
- 1992 - Matt Doherty, calciatore irlandese
- 1992 - Vashil Fernandez, ex cestista giamaicano
- 1992 - Piper Gilles, danzatrice su ghiaccio statunitense
- 1992 - Jimmy Giraudon, calciatore francese
- 1992 - Michel Douglas Guedes, calciatore brasiliano
- 1992 - Maja Keuc, cantante slovena
- 1992 - Pedro Martín, calciatore spagnolo
- 1992 - Preston Purifoy, cestista statunitense
- 1992 - Dardan Rexhepi, ex calciatore svedese
- 1992 - Will Sheehey, ex cestista statunitense
- 1992 - Shi Gaofeng, schermidore cinese
- 1992 - Sebastian Steblecki, calciatore polacco
- 1992 - Ruslan Stepanjuk, calciatore ucraino
- 1992 - Chafik Tigroudja, calciatore francese
- 1992 - Álex Vallejo, calciatore spagnolo
- 1993 - Kemi Adekoya, velocista e ostacolista nigeriana
- 1993 - Hannes Anier, ex calciatore estone
- 1993 - Saša Avramović, ex cestista serbo
- 1993 - Gonzalo Bueno, calciatore uruguaiano
- 1993 - Magnus Cort Nielsen, ciclista su strada danese
- 1993 - Giulia D'Antoni, calciatrice italiana
- 1993 - Papa Demba Camara, calciatore senegalese
- 1993 - Soané Falafala, pallavolista francese
- 1993 - Amandine Hesse, tennista francese
- 1993 - Ahmet Oğuz, calciatore turco
- 1993 - Christoffer Remmer, calciatore danese
- 1993 - Aminata Savadogo, cantante e flautista lettone
- 1993 - Ángela Sosa, calciatrice spagnola
- 1993 - Andrei Ursu, cantante e ballerino rumeno
- 1994 - Adrià Català, hockeista su pista spagnolo
- 1994 - Dwight Coleby, cestista bahamense
- 1994 - Maximiliano Comba, calciatore argentino
- 1994 - Jorge Graví, calciatore uruguaiano
- 1994 - Dániel Kovács, calciatore ungherese
- 1994 - Mikko Lehtonen, hockeista su ghiaccio finlandese
- 1994 - Ilaria Raimondi, nuotatrice italiana
- 1994 - Rosina Schneeberger, ex sciatrice alpina austriaca
- 1994 - Craig Sword, cestista statunitense
- 1994 - Tonje Healey Trulsrud, ex sciatrice alpina norvegese
- 1994 - Tereza Vyoralová, cestista ceca
- 1995 - Sam Adekugbe, calciatore canadese
- 1995 - Ibrahim Al Shami, attore e modello spagnolo
- 1995 - Jonathan Allen, giocatore di football americano statunitense
- 1995 - Danny Bakker, calciatore olandese
- 1995 - Emiliano Boffelli, rugbista a 15 argentino
- 1995 - Douglas Felisbino de Oliveira, calciatore brasiliano
- 1995 - Marcus Epps, calciatore statunitense
- 1995 - Antonia Figueroa, modella cilena
- 1995 - Élie Gateau, ex sciatore alpino francese
- 1995 - Kenna James, attrice pornografica statunitense
- 1995 - Rosa Keleku, taekwondoka della Repubblica Democratica del Congo
- 1995 - Arnold Knaub, giocatore di calcio a 5 kazako
- 1995 - Lee Hye-in, schermitrice sudcoreana
- 1995 - Veronica Madia, rugbista a 15 italiana
- 1995 - Facundo Mallo, calciatore uruguaiano
- 1995 - Rhys Marshall, calciatore nordirlandese
- 1995 - Takumi Minamino, calciatore giapponese
- 1995 - David Moore, giocatore di football americano statunitense
- 1995 - Jules Moussard, scacchista francese
- 1995 - Ayrton Páez, calciatore venezuelano
- 1995 - Mirco Scarantino, ex sollevatore italiano
- 1995 - Yebba, cantautrice statunitense
- 1995 - Patryk Stępiński, calciatore polacco
- 1995 - Jaylon Tate, cestista statunitense
- 1995 - Erik Thomas, cestista argentino
- 1995 - Tre'Davious White, giocatore di football americano statunitense
- 1996 - Henri Avagyan, calciatore armeno
- 1996 - Amber Barrett, calciatrice irlandese
- 1996 - Fabien Centonze, calciatore francese
- 1996 - Randy Chirino, calciatore costaricano
- 1996 - Enzo Copetti, calciatore argentino
- 1996 - Junior Flemmings, calciatore giamaicano
- 1996 - Nicolás Giménez, calciatore argentino
- 1996 - Anastasija Grišina, ginnasta russa
- 1996 - Jennie, cantante, rapper e attrice sudcoreana
- 1996 - Daisy Osakue, discobola italiana
- 1996 - Fátima Pinto, calciatrice portoghese
- 1996 - Andrew Porter, rugbista a 15 irlandese
- 1996 - Caio Rangel, calciatore brasiliano
- 1996 - Däuren Tūrsağūlov, giocatore di calcio a 5 kazako
- 1996 - Zhou Qi, cestista cinese
- 1997 - Fresh, rapper belga
- 1997 - Artur Avahimjan, calciatore ucraino
- 1997 - Denys Balanjuk, calciatore ucraino
- 1997 - Jonathan Barreiro, cestista spagnolo
- 1997 - Joan Bou, ciclista su strada spagnolo
- 1997 - Deondre Burns, cestista statunitense
- 1997 - Madeline Folgmann, taekwondoka tedesca
- 1997 - Yanick Gunsch, sciatore freestyle italiano
- 1997 - Ben Hall, calciatore nordirlandese
- 1997 - Siim Kiskonen, ciclista su strada e ciclocrossista estone
- 1997 - Josef Kvída, calciatore ceco
- 1997 - Theofanīs Mauromatīs, calciatore greco
- 1997 - Curtis Nwohuocha, cestista italiano
- 1997 - José Félix Parra, ciclista su strada spagnolo
- 1997 - Chris Ramos, calciatore spagnolo
- 1997 - Rayan Raveloson, calciatore malgascio
- 1997 - Antonio Romero, calciatore venezuelano
- 1997 - Kevin Spadanuda, calciatore svizzero
- 1997 - Pau Torres, calciatore spagnolo
- 1997 - Wang Liuyi, sincronetta cinese
- 1997 - Wang Qianyi, sincronetta cinese
- 1997 - Serhij Čobotenko, calciatore ucraino
- 1998 - James Banks, cestista statunitense
- 1998 - Kristopher Da Graca, calciatore svedese
- 1998 - Youba Dramé, calciatore francese
- 1998 - Daniel Grimshaw, calciatore inglese
- 1998 - Jérémie Lagier, sciatore alpino francese
- 1998 - Santiago Mederos, calciatore uruguaiano
- 1998 - Masuk Mia Jony, calciatore bangladese
- 1998 - Hamza Mouali, calciatore algerino
- 1998 - Luis Enrique Nsue, calciatore equatoguineano
- 1998 - Oleg Reabciuk, calciatore moldavo
- 1998 - Emmanuel Sowah Adjei, calciatore ghanese
- 1998 - Bence Szabó, calciatore ungherese
- 1998 - Régis Tosatti Giacomin, calciatore brasiliano
- 1998 - Curran Walters, attore e modello statunitense
- 1998 - Odsonne Édouard, calciatore francese
- 1999 - Facundo Batista, calciatore uruguaiano
- 1999 - Andreas Bruus, calciatore danese
- 1999 - Toti Gomes, calciatore guineense
- 1999 - Jonah Harris, velocista nauruano
- 1999 - Lirim Kastrati, calciatore kosovaro
- 1999 - Ahmed Abdalla Jamil, calciatore emiratino
- 1999 - Michael Woud, calciatore neozelandese
- 1999 - Alessandro Zaccone, pilota motociclistico italiano
- 1999 - Ignacio de Arruabarrena, calciatore uruguaiano
- 1999 - Erik de los Santos, calciatore uruguaiano
- 2000 - Hugo Desgrippes, sciatore alpino francese
- 2000 - Fadri Janutin, sciatore alpino svizzero
- 2000 - Magdaléna Jehlářová, pallavolista ceca
- 2000 - Jakub Kolář, calciatore ceco
- 2000 - Jonas Mattisseck, cestista tedesco
- 2000 - Ian Murphy, calciatore statunitense
- 2000 - Andrew Nembhard, cestista canadese
- 2000 - Brenner Souza da Silva, calciatore brasiliano

## XXI secolo(43)
- 2001 - Maurice Ballerstedt, ciclista su strada tedesco
- 2001 - Oz Bilu, calciatore israeliano
- 2001 - Danielle Etienne, calciatrice haitiana
- 2001 - Christian Harris, giocatore di football americano statunitense
- 2001 - Thomas Nemouthe, calciatore francese
- 2001 - David Ochoa, calciatore messicano
- 2001 - Agustín Sández, calciatore argentino
- 2001 - Facundo Taborda, calciatore argentino
- 2001 - Amir Hossein Zare, lottatore iraniano
- 2002 - Ibrahim Aliyu, calciatore nigeriano
- 2002 - Madame, cantautrice e rapper italiana
- 2002 - Milica Medved, pallavolista serba
- 2002 - Vikram Partap Singh, calciatore indiano
- 2002 - Wesley Spieringhs, calciatore olandese
- 2002 - Caleb Watts, calciatore australiano
- 2003 - Noah Ohio, calciatore olandese
- 2003 - Martin Ndzie, calciatore camerunese
- 2003 - Zoe Atkin, sciatrice freestyle britannica
- 2003 - Diana Dėvis, danzatrice su ghiaccio russa
- 2003 - Michael Foster, cestista statunitense
- 2003 - Pierre Gautherat, ciclista su strada e ciclocrossista francese
- 2003 - Oscar Heine, sciatore alpino austriaco
- 2003 - Amadoni Kamolov, calciatore tagiko
- 2003 - Ahmetcan Kaplan, calciatore turco
- 2003 - Kazımcan Karataş, calciatore turco
- 2003 - Manuel Keliano, calciatore angolano
- 2003 - Rayan Lutin, calciatore comoriano
- 2003 - Flavio Paoletti, calciatore italiano
- 2003 - Alec Segaert, ciclista su strada belga
- 2003 - Javi Serrano, calciatore spagnolo
- 2003 - Antonio Vergara, calciatore italiano
- 2004 - James Abankwah, calciatore irlandese
- 2004 - Agustín Giay, calciatore argentino
- 2004 - Samuel Mbangula, calciatore belga
- 2004 - Sigrun Kleinrath, combinatista nordica austriaca
- 2004 - Srđan Kuzmić, calciatore sloveno
- 2004 - Leandro Quiroz, calciatore argentino
- 2004 - Gabriel Rukavina, calciatore croato
- 2004 - Milena Waldmann, nuotatrice artistica australiana
- 2004 - Damian van der Haar, calciatore olandese
- 2005 - Dahbi Dube, mezzofondista etiope
- 2005 - Eva Schatzer, calciatrice italiana
- 2005 - Gabriel Bontempo, calciatore brasiliano

## Senza anno specificato(2)
- Isacco Comneno, nobile bizantino
- Mavi Felli, attrice e doppiatrice italiana